# Phasia aeneoventris
Phasia aeneoventris är en tvåvingeart som först beskrevs av Samuel Wendell Williston  1886.  Phasia aeneoventris ingår i släktet Phasia och familjen parasitflugor. Inga underarter finns listade i Catalogue of Life.